# Сукхасом
Сукхасеум (лаос. ເຈົ້າສຸຂະເສີມ; 1797 — 23 вересня 1850) — дев'ятий володар королівства Луанґпхабанґ.
Був старшим сином короля Мантатурата. Успадкував батьків трон після його смерті 1836 року, втім сіамський двір надав дозвіл на його коронацію лише 1839.
За свого правління Сукхасому довелось придушувати повстання народу лі з Сішуанбаньна.
Помер у вересні 1850 року, після чого престол успадкував його молодший брат Чантарат.